# Johan Le Bon
Johan Le Bon (* 3. Oktober 1990 in Lannion) ist ein französischer Radrennfahrer.

## Sportliche Laufbahn
Le Bon wurde im Jahr 2009 Juniorenweltmeister und Junioreneuropameister im Straßenrennen. Bei der Europameisterschaft gewann er außerdem die Bronzemedaille im Einzelzeitfahren.
Bei der U23 fuhr Le Bon von 2009 bis 2012 beim Continental Team und späteren Professional Continental Team Bretagne-Schuller. In dieser Zeit wurde er zweimal französischer U23-Meister im Einzelzeitfahren und gewann mit der Gesamtwertung des Kreiz Breizh Elites sein erstes internationales Eliterennen. Außerdem gewann er als Teil des Nationalteams 2009 die Gesamtwertung des UCI-Nations’-Cup-U23-Rennens Coupe des Nations Saguenay.
Zur Saison 2013 wechselte Le Bon zum UCI WorldTeam FDJ, bei dem er bis zum Ablauf der Saison 2017 blieb. Er gewann 2015 je eine Etappe der Boucles de la Mayenne und des UCI-WorldTour-Rennens Eneco Tour sowie 2017 eine Etappe und den Prolog der Boucles de la Mayenne sowie bei Tour de l’Ain ebenfalls den Prolog.

## Persönliches
Johan Le Bon ist der Sohn von Dominique Le Bon, der unter anderem 1987 die Tro-Bro Léon und 1991, sowie 1993 die Tour du Finistère gewann.

## Erfolge
2008
- Europameister – Straßenrennen (Junioren)
- Weltmeister – Straßenrennen (Junioren)

2009
- Gesamtwertung Coupe des Nations Ville Saguenay

2010
- eine Etappe Coupe des Nations Ville Saguenay
- Gesamtwertung und eine Etappe Kreiz Breizh Elites

2011
- Französischer Meister – Einzelzeitfahren (U23)

2012
- eine Etappe Thüringen-Rundfahrt
- Französischer Meister – Einzelzeitfahren (U23)

2015
- eine Etappe Boucles de la Mayenne
- eine Etappe Eneco Tour

2017
- eine Etappe und Prolog Boucles de la Mayenne
- Prolog Tour de l’Ain

2020
- Malaysian International Classic Race

2021
- eine Etappe Kreiz Breizh Elites

## Grand-Tour-Platzierungen
| Grand Tour            | 2013 | 2014 | 2015 | 2016 | 2017 | 2018 | 2019 | 2020 |
| --------------------- | ---- | ---- | ---- | ---- | ---- | ---- | ---- | ---- |
| Giro d’ItaliaGiro     | 114  | 89   | –    | –    | –    | –    | –    |      |
| Tour de FranceTour    | –    | –    | –    | –    | –    | –    | –    |      |
| Vuelta a EspañaVuelta | –    | 79   | –    | DNF  | DNF  | –    | –    |      |

## Teams
- 2009 Bretagne-Schuller (ab 1. Juli)
- 2010 Bretagne-Schuller
- 2011 Bretagne-Schuller
- 2012 Bretagne-Schuller
- 2013 FDJ.fr
- 2014 FDJ.fr
- 2015 FDJ
- 2016 FDJ
- 2017 FDJ
- 2018 Vital Concept Cycling Club
- 2019 Vital Concept-B&B Hotels
- 2020 B&B Hotels-Vital Concept